# コマルカ・デ・タベイロス＝テーラ・デ・モンテス
コマルカ・デ・タベイロス＝テーラ・デ・モンテス（Comarca de Tabeirós - Terra de Montes）はガリシア州ポンテベドラ県のコマルカで、同県の北部に位置する。
セルデード、ア・エストラーダ、フォルカレイの3自治体によって構成される。
隣接するコマルカは、北がコマルカ・ド・サールとコマルカ・デ・サンティアーゴ（両コマルカともア・コルーニャ県）、東がコマルカ・デ・デサ、南がコマルカ・ド・カルバジーニョ（オウレンセ県）、西がコマルカ・デ・ポンテベドラとコマルカ・デ・カルダスと接している。
面積は529.0km²で、2010年の人口は28,235人（2009年：28,389人、2007年：28,738人）。コマルカの中心地区は自治体ア・エストラーダのア・エストラーダ教区のア・エストラーダ地区。

## 地理
| コマルカ・デ・タベイロス＝テーラ・デ・モンテスの構成自治体（2010年） |            |             |                    |
| 自治体                                                               | 人口（人） | 面積（km²） | 人口密度（人/km²） |
| セルデード                                                           | 2,299      | 79.8        | 28.8               |
| ア・エストラーダ                                                     | 21,828     | 280.8       | 77.7               |
| フォルカレイ                                                         | 4,108      | 168.4       | 24.4               |
| 計                                                                   | 28,235     | 529.0       | 53.4               |
| 出典: INE（スペイン国立統計局）、IGE（ガリシア統計局）               |            |             |                    |